# Jerzy Hutten-Czapski
Jerzy Hutten-Czapski h. Leliwa (ur. 14 listopada 1861 w Stańkawie, zm. 26 lipca 1930 w Mordach) – polski hrabia, właściciel ziemski z terenu Białorusi, działacz społeczny, polityczny i gospodarczy, marszałek szlachty guberni mińskiej (od 1911), ojciec malarza Józefa Czapskiego i pisarki Marii Czapskiej .

## Życiorys
Syn Emeryka Hutten-Czapskiego i Elżbiety z Meyendorffów. Pochodził z najzamożniejszej gałęzi rodu Czapskich, która posiadała olbrzymie, odziedziczone po Radziwiłłach latyfundia w okolicy Mińska Litewskiego i na Wołyniu. Był właścicielem 7938 dziesięcin ziemi z pałacem w Przyłukach . Ukończył niemieckie gimnazjum Sankt-Annen-Schule w Petersburgu, następnie wstąpił na Wydział Prawa Cesarskiego Uniwersytetu w Dorpacie , gdzie uzyskał stopień doktora praw. Na uniwersytecie należał do korporacji akademickiej Konwent Polonia.
Prezes Mińskiego Towarzystwa Dobroczynności  i członek rady Mińskiego Towarzystwa Rolniczego . W 1901 był prezesem komitetu wystawowego Jubileuszowej Mińskiej Wystawy Rolniczej z okazji 25-lecia Mińskiego Towarzystwa Rolniczego z udziałem wystawców z dziesięciu guberni . W latach 1899–1902 pełnił funkcję honorowego sędziego pokoju w Mińsku . W 1903 przekazał w imieniu rodziny Muzeum Narodowemu w Krakowie zbiory swego ojca, obejmujące m.in. kolekcję monet, medali, rycin i książek (obecnie w Muzeum im. Emeryka Hutten-Czapskiego). Współfinansował budowę kościoła św. Szymona i św. Heleny w Mińsku . Od 1911 marszałek szlachty guberni mińskiej .
W 1915, w okresie okupacji Litwy i Białorusi przez Armię Cesarstwa Niemieckiego, został wybrany na prezesa Związku Ziemian Guberni Mińskiej . 25 sierpnia 1915 stanął na czele Mińskiego Gubernialnego Komitetu Opieki nad Wygnańcami, działającego w ramach Centralnego Komitetu Obywatelskiego Królestwa Polskiego w Rosji . W 1918 przewodniczył delegacji właścicieli ziemskich, która zwróciła się do niemieckiego generała Ericha von Falkenhayna z prośbą o utworzenie Wielkiego Księstwa Litewsko-Białoruskiego pod protektoratem niemieckim  jako państwa buforowego między Niemcami a Rosją. Pełnił funkcję przedstawiciela centrali Czerwonego Krzyża w Mińsku .
29 września 1918, za zgodą władz niemieckich, został ponownie wybrany na marszałka szlachty guberni mińskiej na posiedzeniu mińskiego gubernialnego sejmiku szlacheckiego, w którym uczestniczyło 117 osób. Po opanowaniu Białorusi przez Armię Czerwoną instytucje szlacheckie guberni mińskiej zawiesiły działalność, lecz wznowiły ją w sierpniu 1919, z Jerzym Hutten-Czapskim na czele, po zajęciu tych terenów przez Wojsko Polskie w czasie wojny polsko-bolszewickiej. Na początku 1920 działał również w Radzie Polskiej Ziemi Mińskiej. Latem 1920, przed ofensywą Armii Czerwonej, na zawsze opuścił Przyłuki . Instytucje samorządu szlacheckiego guberni mińskiej, którym przewodniczył, formalnie rozwiązano w 1921, po podpisaniu traktatu ryskiego, gdy jego majątek znalazł się na terytorium  Białoruskiej SRR (od 1922 ZSRR).
W 1922 współzałożyciel i prezes Koła Filistrów Konwentu Polonia w Wilnie. Po opuszczeniu Mińszczyzny należał do nieformalnego ugrupowania politycznego konserwatystów wileńskich, tzw. żubrów kresowych, związanego z dziennikiem „Słowo”. Po przewrocie majowym potępił zamach stanu, lecz poparł kandydaturę Józefa Piłsudskiego na Prezydenta RP. W 1926 pełnił funkcję prezesa Związku Polaków Zakordonowych i uczestniczył w zjeździe na zamku w Nieświeżu z udziałem Józefa Piłsudskiego, gdzie wygłosił przemówienie, wyrażając nadzieję na odbudowę mocarstwowej pozycji Polski. W 1927 protestował w prasie przeciwko koncepcji rezygnacji z przedrozbiorowych granic I Rzeczypospolitej i opowiadał się za ich przywróceniem.
Zmarł w 1930 w pałacu w Mordach i został pochowany na cmentarzu w Mordach (aleja środkowa).

## Rodzina
7 sierpnia 1886 zawarł związek małżeński z Józefą hrabianką Thun-Hohenstein (1867–1903), córką Friedricha von Thun und Hohenstein ; ślub odbył się na zamku w Děčínie (niem. Schloss Tetschen). Miał z nią ośmioro dzieci:
- Leopoldynę (1887–1969), zamężną z Leonem Łubieńskim[5], senatorem, właścicielem dóbr ziemskich w Kazimierzy Wielkiej, synem Franciszka i Anny z Lubomirskich. Mieli trójkę dzieci, wśród nich Ludwika M. Łubieńskiego; ich wnuczką jest Rula Lenska. Po śmierci męża Leopoldyna ponownie wyszła za mąż, za Aleksandra Hoffmana.
- Elżbietę (1888–1972).
- Karolinę (1891–1967), żonę Henryka Przewłockiego, właściciela dóbr ziemskich w Mordach[20], syna Konstantego Przewłockiego i Eleonory z Plater-Zyberków. Mieli siedmioro dzieci, wśród nich Janusza Przewłockiego i Henryka M. Przewłockiego.
- Marię (1894–1981), pisarkę.
- Józefa (1896–1993), malarza i pisarza.
- Stanisława (1898–1959), żonatego z Wereną Jodko-Narkiewicz, z którą miał trójkę dzieci.
- Różę (1901–1986), żonę Ignacego Plater-Zyberka, syna Teofila i Jadwigi z Chrapowickich. Wśród ich wnuków są Róża Thun i Henryk Woźniakowski.
- Teresę (1903).

Przed 1917 Jerzy Czapski uzyskał w Imperium Rosyjskim formalne potwierdzenie tytułu hrabiowskiego dla dwóch synów, Józefa i Stanisława, składając wniosek do Departamentu Heroldii Senatu Rządzącego. W 1925 ożenił się ponownie, z Poliną Annenkową (1873–1955) . Brat Karola Hutten-Czapskiego (1860–1904), z którym współpracował w Mińskim Towarzystwie Rolniczym , i stryj Emeryka Augusta Hutten-Czapskiego (1897–1979).
Józefa, żona Jerzego Hutten-Czapskiego, która, znając język czeski, szybko opanowała język polski i zaadaptowała się do kresowego środowiska ziemiańskiego, stała się tematem artykułu naukowego Justyny K. Krauze-Pierz Polki z wyboru – rzecz o tożsamości niemieckich i austriackich żon polskich ziemian z perspektywy narracji biograficznych (2021).

## Fotografie

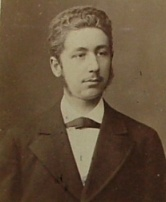
Jerzy Hutten-Czapski (ok. 1880, archiwum Konwentu Polonia)
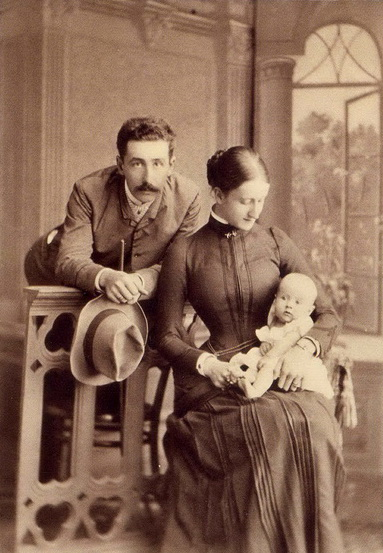
Jerzy z żoną Józefą i córką Leopoldyną (1887)
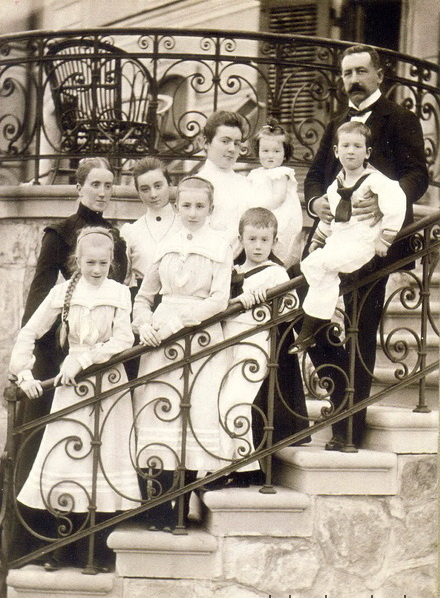
Jerzy z żoną Józefą i dziećmi, Przyłuki (1902)
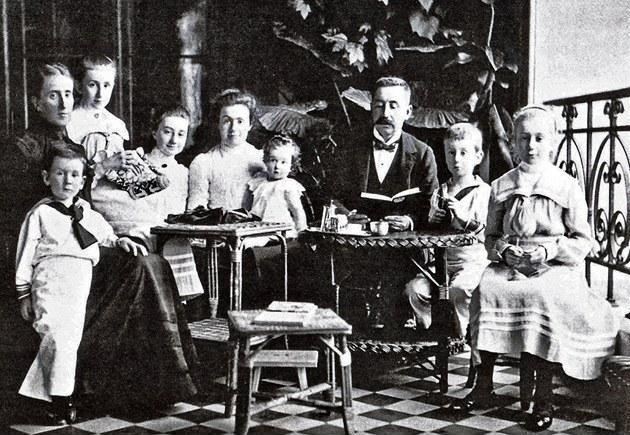
Jerzy z rodziną, Przyłuki (1902)
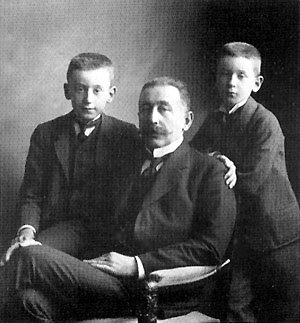
Jerzy z synami Stanisławem i Józefem (przed 1917)